# Nellie Cressall
Nellie Frances Cressall, geborene Nellie Frances Wilson (geboren 23. November 1882 in Willesden, Middlesex; gestorben 31. Oktober 1973 in Poplar, London) war eine britische Frauenrechtlerin, Kommunalpolitikerin der Independent Labour Party und kurzzeitig Bürgermeisterin im Metropolitan Borough of Poplar.

## Leben
Nellie Wilson war das älteste von vier Kindern des Zimmermanns John George Wilson und der Julia Jennings. Ihr Vater starb früh, und sie ging als Wäscherin und Plätterin in Whitechapel arbeiten. Sie heiratete 1904 in Stepney den Arbeiter George Joseph Cressal (1880–1951), sie hatten acht Kinder. Im Jahr 1907 traten beide der Independent Labour Party bei, und sie war ihr weiteres Leben in der Partei und in der Labour Party aktiv.
Cressal engagierte sich ab 1912 in der 1903 gegründeten Women’s Social and Political Union, die sich mit radikalen Mitteln für das Frauenwahlrecht einsetzte. Sie selbst wurde bei Demonstrationen sechsmal festgenommen. Sie gehörte mit Sylvia Pankhurst, Keir Hardie, Julia Scurr, Millie Lansbury und George Lansbury zu den Gründern der East London Federation of Suffragettes (ELFS), die die Wochenzeitung The Women's Dreadnought herausgab. Beim Dock-Streik 1912 setzte sie sich in der Küche für die notleidenden Kinder ein. Im Jahr 1914 blieb sie im Unterschied zu den bürgerlichen Suffragetten Pazifistin. Während des Krieges war sie Mitglied im Food Control Committee der Gemeinde.
Aufgrund der Wahlrechtsreform wurden 1919 alle Männer und viele Frauen aktiv und passiv wahlberechtigt. Im November 1919 wurde Cressall im Metropolitan Borough of Poplar in den Gemeinderat gewählt. Poplar hatte in dieser Zeit 160.000 Einwohner und war der ärmste Bezirk Londons. Im Jahr 1921 kam es zu der „Poplar Rates Rebellion“, bei der die Gemeindevertretung die gesetzlich vorgeschriebenen Abgaben an die übergeordneten Londoner Körperschaften einschränkten, da ihrer Ansicht nach die Lasten aus der Armenfürsorge nach dem Poor law zwischen den Gemeinden ungerecht verteilt waren. Der Gemeinderat kürzte am 31. März 1921 die Pro-Kopf-Abgabe von 6s 10d auf 4s 4d. Zusammen mit 29 weiteren Gemeinderäten wurde Cressal am 1. September 1921 inhaftiert, die Männer im Brixton Prison, die fünf Frauen im Holloway Prison. Da sie im sechsten Monat schwanger war, wurde sie bereits am 21. September freigelassen, die anderen Inhaftierten wurden am 12. Oktober freigelassen, nachdem die Regierung unter Stanley Baldwin und der London County Council eine Neuberechnung des Steuerschlüssels für die Gemeinden und eine Neuregelung der Armenfürsorge zusagen mussten.
Cressall arbeitete weiterhin in der Labour Party und war bis 1965 Gemeinderatsmitglied. 1943/44 war sie kurzzeitig Bürgermeisterin in Poplar. 1951 sprach sie auf der Jahreskonferenz der Labour Party in Scarborough und wies auf die erreichten sozialen Errungenschaften der Arbeiterbewegung in England seit dem Ersten Weltkrieg hin. In den 1950er Jahren war Cressall nochmals in der internationalen Friedensbewegung aktiv. 1959 wurde sie in London als freeman of the borough ausgezeichnet.